# Phedina
A Phedina a madarak osztályának (Aves) verébalakúak (Passeriformes) rendjébe és a fecskefélék (Hirundinidae) családjába tartozó nem.

## Rendszerezésük
A nemet Charles Lucien Jules Laurent Bonaparte francia ornitológus 1855-ben, az alábbi fajok tartoznak ide:
- Brazza-fecske (Phedina brazzae)
- álarcos fecske (Phedina borbonica)
- Phedina cincta[1] vagy Riparia cincta[2]